# Rosina Ferrara
Rosina Ferrara, née Rosina Ferraro en 1861 à Anacapri[réf. souhaitée] et morte le 7 novembre 1934 à New York, est un modèle italien ayant posé pour plusieurs artistes du XIXe siècle, notamment pour John Singer Sargent.

## Biographie
Rosina Ferraro naît en 1861 à Anacapri, de Luigi Ferraro et Maria Gennaro. 
Le peintre américain John Singer Sargent, qui séjourne à Capri en août 1878, se lie d'amitié avec un peintre anglais,  Frank Hyde, qui a un atelier au monastère abandonné de Santa Teresa. Il utilise à la fois l'atelier de Hyde et son modèle exceptionnel, Rosina Ferrara. Cette dernière est décrite par le premier biographe de Sargent, Evan Charteris, comme « une fille d'Anacapri, un type magnifique, âgée d'environ dix-sept ans, son teint d'un brun noisette riche, avec une masse de cheveux bleu-noir, très belle et de type arabe »,.
« Beauté exotique », Rosina Ferrara pose pour plusieurs artistes dont Charles Sprague Pearce, Jean Benner et George Randolph Barse et est immortalisée dans de nombreuses peintures et croquis. Mariée à Barse en 1891 en Italie, elle s'établit peu après avec lui à Katonah, aux États-Unis,.
Rosina Ferrara meurt d'une pneumonie en 1934 à Whitestone, dans le Queens, et est incinérée au crématorium Fresh Pond.                           

## Liste d'œuvres ayant pour sujet Rosina Ferrara
- Head of Anacapri Girl par John Singer Sargent (1878)
- Dans les oliviers par John Singer Sargent (1878), collection privée
- A Capriote par John Singer Sargent (1878), musée des beaux-arts de Boston, États-Unis
- View of Capri par John Singer Sargent (1878), Yale University Art Gallery, New Haven, États-Unis
- Capri par John Singer Sargent (1878), The Warner Collection of the Gulf States Paper Corporation, Tuscaloosa, États-Unis
- Rosina-Capri par John Singer Sargent (1878), collection privée
- Rosina par John Singer Sargent (1878), collection privée
- Stringing Onions par John Singer Sargent (1878), collection privée
- Rosina Ferrara - The Capri par John Singer Sargent (1878), collection privée
- Study of Rosina Ferrara par John Singer Sargent (vers 1878), collection privée
- Rosina Ferrara par Frank Hyde (1880), collection privée
- Capri Girl par Jean Benner (années 1880)
- Rosina par George Randolph Barse (1900), Speed Art Museum, Louisville, États-Unis

Rosina Ferrara par Sargent
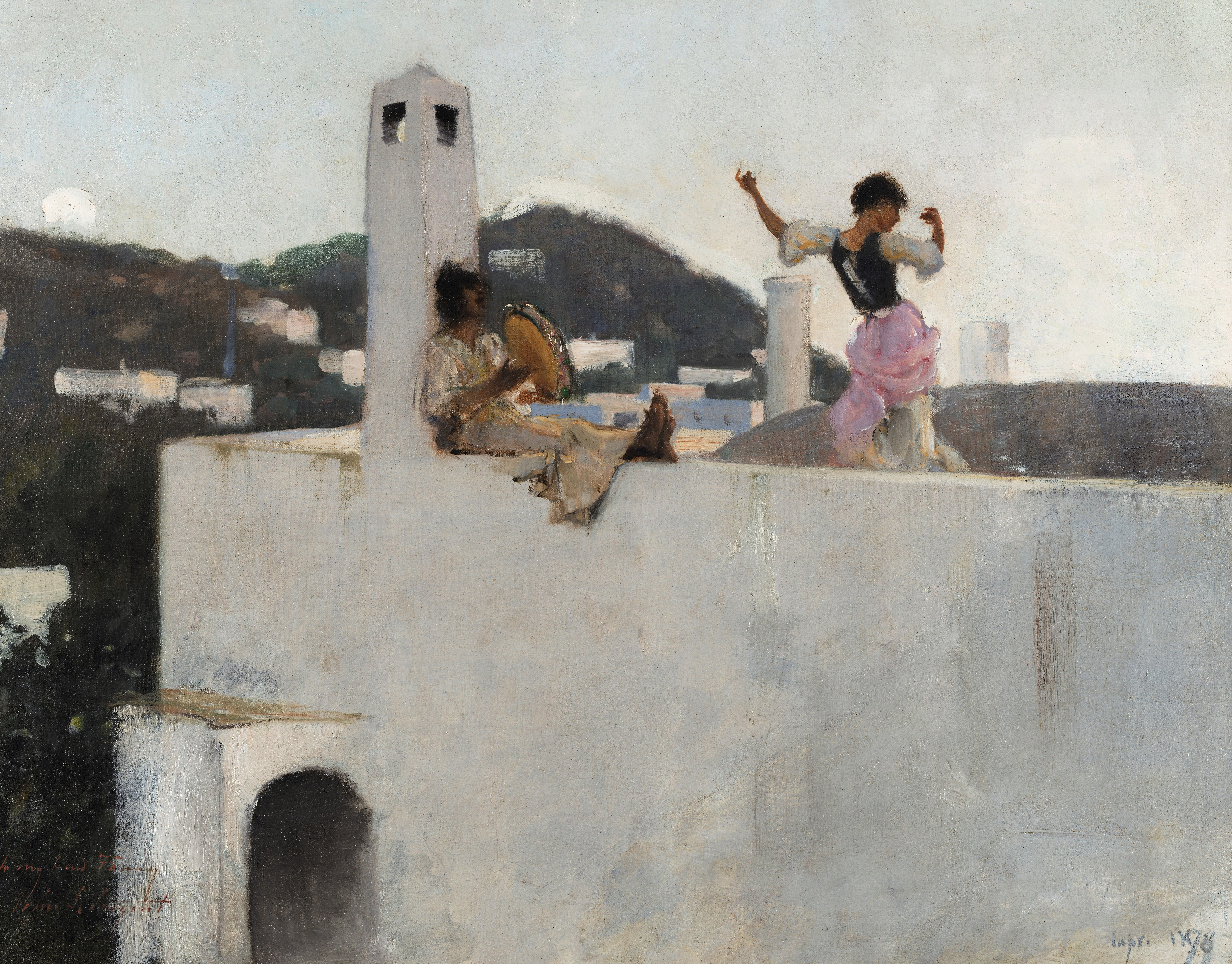
Capri, Rosina Ferrara dansant une tarentelle sur un toit, 1878 Crystal Bridges Museum of American Art, Bentonville
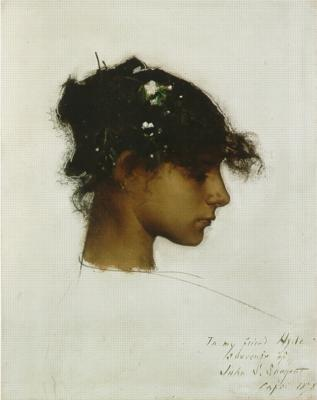
Rosina Ferrara, 1878 Musée d'Art de Denver